# Antonio Spatafora
Antonio Spatafora (* Mitte des 16. Jahrh. in Palermo; † 22. Juni 1613 in Termini Imerese) war ein italienischer Maler des Manierismus, Architekt und Kartograph auf Sizilien.

## Leben
Spatafora wurde als Sohn des Architekten und Bildhauers Giuseppe Spatafora in Palermo geboren. Im Testament seines Vaters vom 14. September 1572 war Antonio bereits ein Erwachsener, in diesem Testament wurde auch ein Grundeigentum in Partinico erwähnt. Seine erste Ausbildung erhielt er in der väterlichen Werkstatt. Spatafora soll ein Schüler des Vincenzo degli Azani gewesen sein, bei dem er sich mit der Tafelmalerei vertraut machte.
Den ersten Nachweis seines künstlerischen Schaffens lieferte das Gemälde „Madonna, Kind, die Heiligen Michael und Blasius“ von 1578 für die Kirche SS. Michele Arcangelo e Biagio in Caccamo. Ein Jahr später malte er für die Chiesa Madre in Partenico ein Altarbild „Tod der Maria“. Gerade dieses Bild ist ein klassisches Beispiel des Manierismus in der zweiten Hälfte des 16. Jh.: Maria, auf eine Bahre liegend, wird von den Aposteln umringt, die ihre Trauer mit pathetischen Gesten unterstreichen.
1579 wurde Spatafora in Palermo dokumentiert, wo er mit anderen Künstlern im königlichen Palast arbeitete. In Palermo heiratete er Clara Antonia. Dem Paar wurden fünf durch Urkunden belegte Kinder geboren (Contino & Mantia 1997, 98 und 2001). Ab 1591 ließ sich der Künstler in Termini Imerese nieder, wo er öffentliche Ämter bekleidete, wie das eines Leiters der Wasserbaubehörde.
Erstmals als Architekt dokumentiert wurde er 1602 mit dem Bau einer breiten Freitreppe für die Kathedrale in Collesano.
1604 betätigte er sich als Kartograph, als er im Golf von Termini Imerese den „Punta di Cala Secca“ vermaß und kartographierte. Ebenfalls in Termini Imerese leitete er die Arbeiten zur Vergrößerung der Kathedrale und der Neugestaltung des Domvorplatzes.
Spataforas Sohn, der Maler Giuseppe Spatafora d.J. schuf 1655 für die Kapelle der Märtyrer in der Chiesa del Gesù von Palermo das Gemälde Die Japanischen Märtyrer.

## Gemälde
- Chiesa SS. Michele Arcangelo e Biagio (Caccamo): Madonna, Kind, die Heiligen Michael und Blasius (1578)
- Chiesa Madre (Partinico): Dormitio Virgines (Marientod) (20. Februar 1579)
- Chiesa Madre Enna: Vermählung der Heil. Katharina (1585)
- Chiesa San Antonio Abate (Caccamo): Madonna im Schnee mit den Heiligen Antonio Abate und Stefano Protomartire (1594)
- Chiesa Madre (Termini Imerese) Madonna dell’Itria (um 1596)
- Chiesa San Giuseppe (Termini Imprese): Heilige Familie mit S. Anna (1603) durch Feuer zerstört
- Für die Spanische Garnisonskirche (Termini Imerese): Madonna, Kind, Johannes d.T. und Johannes Evangelista.
- Chiesa Nostra Signora Annunziata (Termini Imerese): Mariä Verkündigung (1613)

## Architektur
(alle in Termini Imerese)
- Öffentliche Bäder
- Palazzo del Magistrato (1603–1612)
- Platzgestaltung vor dem Rathaus (1603–1612)
- Chiesa San Antonio da Padova (1601–1611)
- Chiesa San Antonio da Padova fuori le mura
- Chiesa Nostra Signora Annunziata (1595–1605)